# Frank Schoppe
Frank Schoppe (* 5. Juni 1968 in Dortmund) ist ein ehemaliger deutscher Handballspieler und -trainer. Inzwischen arbeitet er als Leistungscoach.

## Karriere
Der mittlere Rückraumspieler, der auch als Linksaußen eingesetzt werden konnte, wechselte 1987 aus der Jugend des DJK Oespel-Kley zum OSC Dortmund in die Bundesliga. Nach dem Abstieg in der ersten Saison spielte er fortan sechs Jahre in der 2. Bundesliga. Zwei weitere in Dortmund und von Oktober 1990 bis Sommer 1994 beim TSV GWD Minden. Danach schloss er sich dem Bundesliga-Aufsteiger TuS Nettelstedt an und spielte somit wieder in der höchsten deutschen Spielklasse. Nach nur einer Saison wechselte er allerdings als Spielertrainer zum Verbandsligisten TuS Wagenfeld. Nach drei Jahren ging er 1998 zur HSG Nordhemmern/Mindenerwald, wo er zusammen mit Hans-Georg Borgmann bis 2003 ebenfalls als Spielertrainer arbeitete und bis 2005 ausschließlich als Trainer. Danach beendete er auch seine Trainerkarriere aus beruflichen Gründen und arbeitete noch als sportlicher Leiter für den Verein.
Schoppe absolvierte zwölf Länderspiele für die Junioren-Nationalmannschaft Deutschlands.

## Privates
Schoppe absolvierte zunächst eine kaufmännische und von 1995 bis 1998 eine journalistische Ausbildung. Danach begann er an der Universität Bielefeld ein Soziologie-Studium, welches er mit Diplom abschloss. In der Zwischenzeit baute er eine Sportmanagement-Agentur auf und trat hiermit in beratender Funktion für Sportler und wirtschaftliche Träger auf. Heute ist sein Hauptaufgabengebiet das Leistungscoaching.